# Monóxido de di-hidrogênio (lenda urbana)

Água é uma molécula formada de dois átomos de hidrogênio e um átomo de oxigênio.

O boato do monóxido de di-hidrogênio (em inglês dihydrogen monoxide hoax) consiste em chamar a água por um nome pouco familiar, listar efeitos negativos dela e solicitar às pessoas que ajudem no controle de uma substância aparentemente perigosa. A farsa tem por objetivo ilustrar como a falta de conhecimento científico e uma análise exagerada pode conduzir a temores injustificados. O monóxido de di-hidrogênio, abreviado para "DHMO" (pela sua sigla em inglês), é um nome para água que é consistente com sua nomenclatura química, mas que é raramente usado. 
Uma versão popular da lenda foi criada por Eric Lechner, Lars Norpchen e Matthew Kaufman, colegas de quarto enquanto estudavam na Universidade da Califórnia em Santa Cruz em 1990, revisto por Craig Jackson em 1994, e trazido à atenção do grande público em 1997 quando Nathan Zohner, um estudante de 14 anos de idade, fez um abaixo-assinado para banir o "DHMO" no contexto de seu projeto de ciência, intitulado "How Gullible Are We?" (Quão influenciáveis somos nós?)
"Monóxido de di-hidrogênio" pode soar perigoso para aqueles com um conhecimento limitado de química ou que adotam um ideal de vida "sem químicos" (Quemofobia). O único uso familiar do termo "monóxido" se refere ao gás altamente tóxico monóxido de carbono e à intoxicação por monóxido de carbono.

## Primeira aparição na web
A primeira aparição na web foi atribuída pela Pittsburgh Post-Gazette à assim chamada Coalition to Ban Dihydrogen Monoxide (aliança para banir o monóxido de di-hidrogênio), uma organização falsa criada por a Craig Jackson seguindo discussões iniciais em newsgroup. O site incluía o seguinte alerta (aqui livremente traduzido):